# 國泰一號不動產投資信託基金
國泰一號不動產投資信託基金（簡稱國泰一號或國泰R1），是國泰人壽擔任發起人的不動產投資信託，成立於2005年9月23日。基金跟受益人募集新台幣139.3億元向國泰人壽購買三棟大樓：臺北喜來登大飯店、臺北西門大樓、臺北中華大樓，臺灣土地銀行擔任受託機構，國泰建築經理（簡稱國泰建經）擔任管理機構。

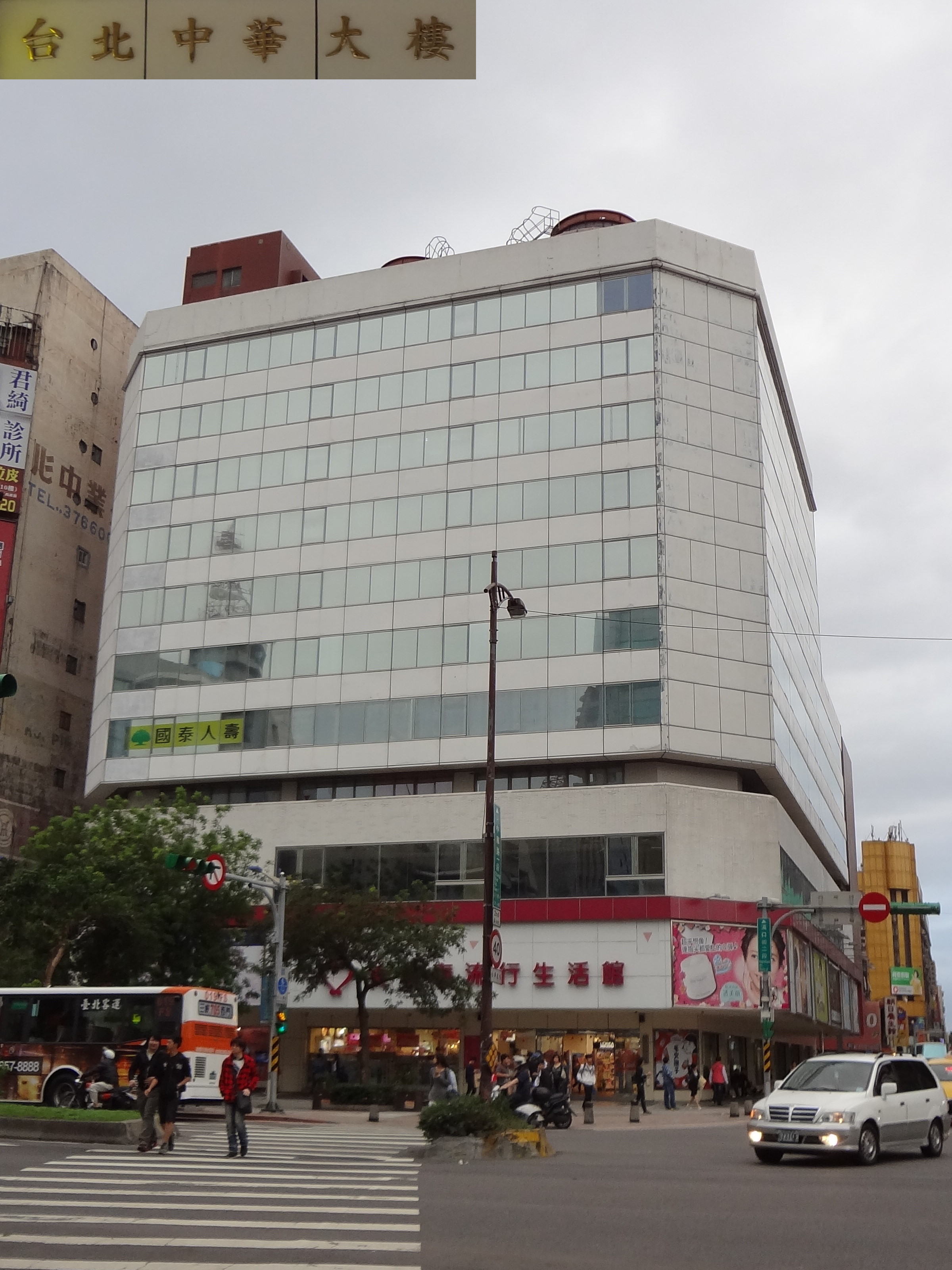
國泰一號臺北中華大樓

## 標的物
臺北喜來登大飯店 - 中正區忠孝東路一段12號 

臺北西門大樓 - 萬華區武昌街二段77號

臺北中華大樓 - 萬華區中華路一段88號（都更中）

### 標的物財報
|                   | 喜來登飯店                        | 西門大樓                          | 中華大樓                    |
| ----------------- | --------------------------------- | --------------------------------- | --------------------------- |
| 地點              | 忠孝東路一段12號                  | 武昌街二段77號                    | 中華路一段88號              |
| 型式              | 國際觀光飯店                      | 百貨商場及飯店                    | 百貨商場及飯店              |
| 樓層              | 地下4層、地上16層                 | 地下3層、地上10層                 | (都更後、地下5層、地上28層) |
| 土地(坪)          | 2190                              | 660.06                            | 520.30                      |
| 樓地板面積(坪)    | 24964.97                          | 6628.06                           | (都更後 8540)               |
| 建物完成          | 1981                              | 1978                              | 都更中                      |
| 屋齡              | 40 (70年取得使用執照)             | 43 (67年取得使用執照)             | 都更中                      |
| 原始入帳金額(億)  | 104.9                             | 17.6                              | 16.8                        |
| 107年調整入帳(億) | 185.52                            | 35.47                             | 40.22                       |
|                   |                                   |                                   |                             |
| 現狀              | 租給寒舍經營                      | 租給誠品和國賓經營                | 都更中                      |
| 租賃條件          | 依底租或按營業額抽成25%，取較高者 | 底租外，次年2月另依全年營業額抽成 | 與西日本鐵道簽訂租約        |
|                   |                                   |                                   |                             |
| 年租金收入        |                                   |                                   |                             |
| 96年              | 564,003,659                       | 61,856,172                        | 101,342,842                 |
| 97年              | 574,786,678                       | 74,139,600                        | 102,488,958                 |
| 98年              | 572,916,665                       | 62,179,233                        | 101,390,451                 |
| 99年              | 583,998,997                       | 65,318,765                        | 90,983,174                  |
| 100年             | 622,990,934                       | 69,081,900                        | 81,999,203                  |
| 101年             | 656,707,679                       | 69,546,600                        | 78,989,361                  |
| 102年             | 670,228,660                       | 72,663,210                        | 95,179,764                  |
| 103年             | 691,132,669                       | 79,196,922                        | 91,523,739                  |
| 104年             | 664,037,477                       | 81,966,815                        | 97,236,833                  |
| 105年             | 631,773,440                       | 83,127,168                        | 98,652,905                  |
| 106年             | 615,416,645                       | 88,357,622                        | 93,948,537                  |
| 107年             | 629,999,855                       | 86,775,877                        | 52,837,096 (開始都更)       |
| 108年             | 635,833,285                       | 89,008,709                        | 0 (都更中)                  |
| 109年             | 528,262,008*                      | 95,401,998                        | 0 (都更中)                  |
|                   |                                   |                                   |                             |
| 108年每月租金/坪  | 2122.42                           | 1119.09                           | 0 (都更中)                  |
| 109年每月租金/坪  | 1763.34                           | 1199.48                           | 0 (都更中)                  |
|                   |                                   |                                   |                             |

- 109年喜來登降租7個月減30% 受益人損失1.1億。

## 收益分配
| 2006年 | 2007年 | 2008年 | 2009年 | 2010年 | 2011年 | 2012年 | 2013年 | 2014年 | 2015年 | 2016年 | 2017年 | 2018年 | 2019年 | 2020年 |
| ------ | ------ | ------ | ------ | ------ | ------ | ------ | ------ | ------ | ------ | ------ | ------ | ------ | ------ | ------ |
| 116    | 414    | 435    | 479    | 443    | 445    | 466    | 484    | 509    | 522    | 466    | 447    | 438    | 420    | 338    |

收益分配為每壹仟個受益權單位所分配之現金收益，單位為新台幣。收益分配日為每年度六月第十五個營業日。

## 受託機構和管理機構
受託機構: 臺灣土地銀行股份有限公司 

更改受託機構的報酬費: 原為「按國泰一號基金總資產價值，採用級距式方式計算：未滿六十億元部分，按每年0.0525%之比率，六十億元以上部分，按每年0.02%之比率，逐日累計計算之。」104年9月30日起(含)，改依按本基金總資產價值0.05%之比率(不含加值型營業稅)， 逐日累計計算。

| 土地銀行 | 報酬比率           | 報酬費     |
| -------- | ------------------ | ---------- |
| 95年     | 0.0525%<60億<0.02% | 4,853,965  |
| 103年    | 0.0525%<60億<0.02% | 6,517,747  |
| 104年    | 更改104年9月30日起 | 6,723,858  |
| 105年    | .05%               | 12,682,108 |
| 106年    | .05%               | 13,078,476 |
| 107年    | .05%               | 13,285,942 |
| 108年    | .05%               | 13,487,293 |
| 109年    | .05%               | 13,694,551 |

管理機構: 國泰建築經理股份有限公司 

更改不動產管理機構的報酬費: 原為按本基金總資產價值，採用級距式方式計算：未滿六十億元部分，按每年0.2%之比率，六十億元以 上部分，按每年0.05%之比率，逐日累計計算。惟自本增補協議簽訂105年4月6日起(含)，改依按本基金總資產價值0.12%之比率(不含加值型營業稅)， 逐日累計計算。」

| 管理機構 | 基金總資產     | 報酬比率          | 報酬費     | 國泰建經總收入 | 國泰建經稅後淨利% | 國泰建經稅後淨利 |
| -------- | -------------- | ----------------- | ---------- | -------------- | ----------------- | ---------------- |
| 95年     | 15,037,829,797 | 0.2%<60億<0.05%   | 15,485,649 |                |                   |                  |
| 103年    | 23,495,371,144 | 0.2%<60億<0.05%   | 19,447,010 | 35,517,311     | 52%               | 18,523,185       |
| 104年    | 25,700,295,218 | 0.2%<60億<0.05%   | 19,937,771 | 52,317,005     | 54%               | 28,576,250       |
| 105年    | 26,077,820,358 | 更改105年4月6日起 | 28,300,698 | 59,622,158     | 53%               | 31,776,461       |
| 106年    | 26,536,001,571 | 0.12%             | 31,388,378 | 65,060687      | 54%               | 34,910,229       |
| 107年    | 26,953,183,737 | 0.12%             | 31,886,249 | 72,688542      | 56%               | 40.551,517       |
| 108年    | 27,321,897,841 | 0.12%             | 32,369,500 | 66,804,240     | 50%               | 33,460,374       |
| 109年    | 27,998,991,170 | 0.12%             | 32,866,939 | 63,471,526     | 43%               | 27,576,311       |

## 103年3月 台北中華大樓 處分/都更案
由於台北中華大樓的收益率偏低 ，兩派股東分別提出不同的資產活化議案。持股合計逾7%的小股東提案直接出售大樓以創造每股3元以上獲利；創始機構兼大股東兼管理機構國泰人壽和國泰建經主張進行都更以提高租金收益。最後都更選項勝出，據提案人國泰人壽評估，中華大樓都更可望爭取增加65.26%容積率，將總樓板面積提高到12,164坪，大樓也將由地上11層、地下2層，擴充至地上22層、地下6層。 

跟原始議案比較，最後總樓地板面積少了3,624坪，用1坪1百萬的售價來算，受益人損失了36.24億。

103年3月 - 12,164坪 - 提案人國泰人壽評估可望爭取增加65.26%容積率，將現在總樓板面積提高到12,164坪 

104年9月 - 11,300坪 - 受益人會議報告：將法定容積及都市更新容積獎勵一併納入後，總量體規劃約為11,300坪... 

107年9月 - 8,540坪 - 受益人會議報告：本案原以35%及27.19%申請容積移入及都市更新容積獎勵...然礙於台北市政府都市景觀高度限制，容積移入比例配合限制下修至6%，都市更新容積獎勵經主管機關核定為23.12%。都市更新核定後之建築物規劃為地下5層、地上28層，建築總量體約為8,540坪，地下1樓至5樓規劃停車空間，新大樓1樓至4樓約1,521坪規劃作為商場使用，5樓至28樓約5,722坪規劃為飯店使用，以出租方式招商經營。

目前進度 

103年9月1日 臺北市都市更新及爭議處理審議會第 174 次會議紀錄，本案照案通過，更新應為商業大樓。

103年9月24日 決標，由財團法人都市更新研究發展基金會得標，提供都市更新顧問服務。

103年11月7日 決標公告公開遴選建築師，提供建築設計監造服務，由潘冀聯合建築師事務所（页面存档备份，存于）得標。

106年10月2日 召開都更審議會。

106年11月20日 取得環評核備。
106年12月29日 都市設計審議核定。

107年3月31日 與「西日本鐵道株式會社」完成旅館租賃簽約 ，租賃20年

108年至111年 預計為營建工程期間 

112年2月 預計可開幕啟用 

都市更新進度報告 (107年9月) 

建築量體規劃：中華大樓依都市更新容積獎勵辦法、台北市都市更新自治條例第15條，及都市計劃容積移轉實施辦進行規劃，以爭取最大容積獎勵。本案原以35%及27.19%申請容積移入及都市更新容積獎勵，以爭取可開發容積率最大化，然礙於台北市政府都市景觀高度限制，容積移入比例配合限制下修至6%，都市更新容積獎勵經主管機關核定為23.12%。都市更新核定後之建築物規劃為地下5層、地上28層，建築總量體約為8,540坪，新大樓1樓至4樓約1,521坪規劃作為商場使用，5樓至28樓約5,722坪規劃為飯店使用，以出租方式招商經營。地下1樓至5樓規劃停車空間作為商場及飯店運營之用。

都市更新相關成本(預估)：本案依6％之容積移入及23.12％之都市更新容積獎勵情況下規劃之新大樓總量體約為8,540坪，作為零售商場及觀光飯店使用，相關成本初步估算如下。本案都市更新相關成本合計約27.82億元，其中27億元以融資方式取得資金，其餘依信託契約資金運用之約定，以基金自有資金支付之。

| 項目           | 金額（億元） | 說明                                               |
| -------------- | ------------ | -------------------------------------------------- |
| 1.容積移轉成本 | 1.11         | 繳納代金金額                                       |
| 2.重建成本     | 24.25        | 含舊大樓折除、新大樓建築設計、營建工程及裝修等成本 |
| 3.規劃更新費用 | 0.39         | 更新計畫費用                                       |
| 4.管理費用     | 0.94         | 人事行政及風險管理費用                             |
| 5.融資利息     | 0.91         | 購買容移及營建成本等利息                           |
| 6.稅捐         | 0.22         | 印花稅等稅捐                                       |
| 合計           | 27.82        |                                                    |

## 103年 REIT小股東喊漲台北喜來登大飯店租金
REIT小股東發函給受託機構土地銀行，喜來登的租約將到期，要求公開招租，避免喜來登續約陷入黑箱作業，公開招租將促進競爭，提高每年租金，提高每年營業額的抽成率，希望能提高到25%以上。

土地銀行拒絕公開招租。

## 104年9月30日 書面決議方式召開受益人會議
國泰一號不動產投資信託基金(以下簡稱「本基金」)，訂於民國(下同)104年9月30日上午9時30分，假臺北市信義區松仁路9號1樓(國泰金融會議廳)，以書面決議方式召開受益人會議。

受益人會議決議事項：

議案一(普通決議)

案由：不動產管理機構適格性之檢討：同意國泰建築經理股份有限公司(以下簡稱「國泰建經」)本基金之不動產管理機構。(詳如後附)

說明：
1.依據不動產證券化條例(以下簡稱「本條例」)、處理辦法及作業要點規定辦理。
2.依據作業要點第2條之1規定「受託機構辦理不動產投資信託業務所委任之不動產管理機構，如與發起人有財務會計準則公報第六號所定之關係人或實質關係人之情事或為關係企業者，受託機構應於最近一次依收託機構穆及或私募不動產投資信託或資產信託受益證券處理辦法第十二條規定召集人之受益人會議，檢討不動產管理機構適格性時，應有表決權總數二分之一以上受益人出席並經出席受益人表決權過半數之同意行之」。國泰建經與本基金發起人國泰人壽保險股份有限公司為關係企業，受託機構爰依上開規定，提醒受益人會議決議同意由國泰建經擔任本基金之不動產管理機構。
3.倘本議案經出席受益人勾選反對之表決票過半數，則授權受託機構(1)一作業要點規範之選任條件，另行公開選任本基金不動產管理機構(將優先遴選具本條例所訂不動產管理機構經驗之業者)，除受託機構認為有其必要之情形，否則無須另行提請受益人決議；(2)於遴選不動產管理機構完成前，繼續委由國泰建經續行辦理本基金不動產之管理作業；及(3)於與新任不動產管理機構簽定委任契約時，終止與國泰建經之不動產管理機構委任契約，並與國泰建經協商委任契約終止後事宜(受益人應瞭解，國泰建經有可能因不動產管理機構委任契約之終止而向本基金有所主張或請求)。
4.倘本議案出席受益人勾選贊成或反對之表決票皆未過半數，受託機構將暫時續委任國泰建經擔任本基金之不動產管理機構並函請主管機關解釋。受託機構將依主管機關解釋，決定是否另擇期召開受益人會議重新表決本議案。

議案二(特別決議)

案由：修訂信託契約第16條、第17條及第23條並配合修訂內容變更不動產投資信託計畫。

說明：
1. 本次信託契約修訂內容如後附之信託契約修正對照表所示。
2.本次信託契約修訂部分內容涉及不動產投資信託計畫之變更，於本議案經受益人會議決議通過後，受託機構將配合修訂內容變更本基金之不動產投資信託計畫，並依據不動產證券化條例第九條第二項之規定向主管機關申請核准變更信託計畫。
3.本基金係第一檔辦理都市更新之不動產投資信託基金，信託契約修訂涉及辦理都市更新及容積移轉之事項，嗣後如新修訂之法令或涉及法令適用之疑義，受託機構仍將依新修訂之法令並配合主管機關之指示辦理。

議案三(特別決議)

案由：修訂信託契約第28條

說明：
1.議案三係由持有本基金已發行在外受益權總數超過3%受益證券之受益人，於104年8月來函請求受託機構就本次召集之受益人會議討論修改信託契約之議案，併案討論修改信託契約第28條。受益人來函內容摘要如下：
(1)受託機構係依不動產管理機構之建議處分資產，惟本基金信託契約並未約定處分單一不動產達一定金額以上之交易應召開受益人會議進行決義，未賦予受益人表達意見之機會，故依本基金今年1月至7月市值之10%約新臺幣25億元提案訂定處分應經表決之門檻，提案修改信託契約新增第28條第1項第9款。
(2)本基金信託契約第28條第1項第6款之「本基金之移轉、合併或終止者。」與本次建議新增之「處分本基金之單一不動產金額達25億元(含)以上者。」均係影響基金投資展望及受益人收益甚鉅之事項。為求慎重，提案明定為特別決議始得為之，並同增訂信託契約第28條第5項之文字。
2.受託機構考量本基金之基本方針在創造受益人長期穩定的收益報酬，倘處分所持有之投資標的達一定金額，市場上另覓新投資標的不易，恐影響受益人之權益；另本基金之轉移、合併或終止者，亦屬重大事項。爰尊重受益人來函請求意旨，增訂第28條第1項第9款之受益人會議召集事由，及於第5項新增第1項第6款及修訂後之第9款之事項均應經特別決議，其餘項次順修。信託契約第28條修正對照表如後所示，提請本次受益人會議決議。

## 108年4月30日 受益人要求降低管理費
因為土地銀行和國泰反對，這個議案沒有通過。當時土地銀行拒絕召開受益人大會，為了保護受益人的權益，小股東只好自行召開，但是議案最後還是沒有通過，因為小股東很難抵抗有利益衝突的大股東兼管理機構。

原提案內容如下: 

經查，受託機構即土地銀行以總資產價值為計算酬勞之基數，近年因低利率而有房地產價值膨脹之情形，致本基金三棟資產價值跟著提升，但本基金之淨利卻每年不增反減，在不見土地銀行對於本基金之淨利變動有何檢討或管理狀態有何改變之下，土地銀行竟得因不動產價值膨脹而受領更多報酬，既不動產價值膨脹並非受託機構之功勞，而係市場環境之變動所致，則讓土地銀行因為本基金不動產之價值虛脹而受有更高的報酬數字，對受益人來說實屬不合理。

總管理費暴增，95年的時候是20,339,614，108年的時候是45,856,793。受益人的配息和基金的淨利跟發行的時候幾乎是一樣的。基金的績效並沒有提升，管理費卻增加一倍。根據管理機構的財報，管理機構的淨利是65%。物業管理是一項非常普遍的業務，沒有專利，沒有風險，沒有庫存，沒有理由享受這麼高的淨利。經過十多年的管理，收益沒有成長，股價長期低於淨值，管理費卻膨脹一倍以上。

淨利 vs. 管理費
| 年    | 淨利        | 受託機構的管理費 | 不動產管理機構的管理費 | 總管理費   |
| ----- | ----------- | ---------------- | ---------------------- | ---------- |
| 95年  | 577,727,373 | 4,853,965        | 15,485,649             | 20,339,614 |
| 103年 | 728,302,079 | 6,517,747        | 19,447,010             | 25,964,757 |
| 104年 | 648,605,570 | 6,723,858        | 19,937,771             | 26,661,629 |
| 105年 | 623,183,581 | 12,682,108       | 28,300,698             | 40,982,806 |
| 106年 | 610,369,065 | 13,078,476       | 31,388,378             | 44,466,854 |
| 107年 | 585,909,304 | 13,285,942       | 31,886,249             | 45,172,191 |
| 108年 | 562,324,730 | 13,487,293       | 32,369,500             | 45,856,793 |

## 109年3月 受益人提案處分台北西門大樓
受益人提案以底價50億元在109年內進行台北西門大樓之公開標售案，土地銀行拒絕，卻也提不出來任何增加西門大樓租金收益的計劃。

另查，本基金於發行時，就台北西門大樓部分，曾與誠品股份有限公司（下稱誠品）簽定由誠品承租全棟之契約，租期至109年2月15日，每月租金新台幣600萬元，並定有租金按期調升之約定，惟土地銀行前竟曾於96年間，單因誠品片面宣稱營運欠佳，擅自變更租約內容，不僅短收每月租金，造成本基金於93年至108年間就台北西門大樓租金收益損失高達63,622,864元之外，更於98年間即原租期未到前，將該經變更之較不利益租約內容逕與誠品公司延長租約租期至118年12月31日。

原提案內容如下: 

1. 本基金中之台北西門大樓的租金收益相較於周邊租金行情偏低許多，民國107年及108年每月每坪租金是分別為1091.02元及1119.10元，跟西門町附近的行情（表格1）比較實在偏低。

| 表格1        | 店面 1         | 店面 2 (B2-4F) | 飯店1      | 飯店2          |
| ------------ | -------------- | -------------- | ---------- | -------------- |
| 建物門牌     | 成都路31-60    | 漢中街Uniqlo   | Solaria    | 中華路和寶慶路 |
| 坪數         | 19.81          | 1661.88        | 5000       | 4200           |
| 每月每坪租金 | 16226          | 8500           | 2100       | 2400           |
| 備註         | 用實價登錄拆算 | 用實價登錄拆算 | 新中華大樓 | 台灣人壽出租   |

2. 除此之外，因台北西門大樓的屋齢已超過40年，現存結構已不符合現行耐震法令標準，如欲將台北西門大樓發揮最大效用，勢必得將台北西門大樓依都市更新或危老條例辦理重建，但此舉無疑將造成本基金龐大成本之付出。本基金己在進行台北中華大樓之都市更新，財務上無法同時 負擔台北西門大樓之都市更新。 

3. 因今年遇新冠狀病毒疫情，台北西門大樓現有承租戶、零售賣場及飯店，於現階段也面臨極大的營運壓力，倘將台北西門大樓直接出售予專業的不動產開發商，該等開發商則可以協調利用現在因疫情所致市場蕭條期間，趁營建成本相對便宜的時候重新開發西門大樓，零售賣場及飯店可藉此暫時歇業，等開發後再進駐。不論對於本基金之受益人或不動產開發商，乃至於現有承租戶而言，均屬雙贏局面。 

4. 如果標售價格高於新台幣50億元，則每張受益憑證至少可分配 50億/1,393,000,000股 = 3.589元/股。查本基金成立至今已達14餘年，尚未為受益人實現長期資本利得之情形，又今年整體經濟受新冠狀病毒影響，呈現衰退，倘能適時地實現資本利得，應可幫助受益人共度難關。 

5. 如台北西門大樓在民國109年內確有成功售出，標售金額扣除必要費用後應於110年度全數發放予受益人。

## 109年5月22日  喜來登降租7個月減30% 傷害小股東
109年5月22日，土地銀行公告從109年2月起七個月降低寒舍喜來登的租金，基金第一季的績效報告顯示調降幅度應該有到達30%。寒舍喜來登每年的底租為6.3億，換算起來，109年受益人將損失近1.1億的底租金額。惟查，寒舍於今年3月10日發布將提撥1.1億予其股東作為配息之消息，顯見寒舍實有依約繳納租金之能力，則是否有以新冠狀病毒疫情為由而降租之必要，並非無疑。承租人在實有能力負擔租金的同時卻欲為降租之處置，則本基金在信託財產之管理上，允有設置信託監察人進行調查之必要。

根據聯合報的報導 "新壽喊降租 最高減30%" （页面存档备份，存于），訪問中新光金控董事長吳東進解釋，新光人壽租A12給寒舍艾美酒店，富邦人壽租A10給寒舍艾麗，富邦人壽的降幅是三個月30%。新光人壽會給一樣的降幅。富邦和新光人壽的降幅都是三個月30%左右，土地銀行有必要調降七個月30%？同時土地銀行和管理機構國泰建經卻繼續領1年4600萬的管理費。

## 109年7月29日 書面決議方式召開受益人會議
一、主旨：本公司受託經管之國泰一號不動產投資信託基金（以下簡稱「本基 金」），訂於109年7月29日上午9時30分，假臺北市大安區敦化南路二段 218號12樓(台北國際大樓B棟12樓)，以書面決議方式召開受益人會議，並 自109年6月30日至109年7月29日停止本基金受益證券過戶申請，謹此公告 如後。 二、依據：本基金信託契約（以下簡稱「信託契約」）第28條 第1項 第2款、第3款、第31條第2項、「受託機構募集或私募不動產投資信託或資產 信託受益證券處理辦法」辦理。 三、事由：(1)基金管理績效之報告(2)不動產管理機構適格性之檢討 (3)中華大樓都市更新重建進度報告(4)修訂本基金信託契約條文 (5)變更本基金不動產投資信託計畫。 四、召開受益人會議日期：109年7月29日 召開受益人會議時間：9時30分(24小時制) 五、停止受益人名簿記載變更起日：109年6月30日 停止受益人名簿記載變更訖日：109年7月29日 六、會議內容： （一）受益人會議決議事項： (1) 修訂本基金信託契約條文 (2) 變更本基金不動產投資信託計畫。 （二）受益人會議表決程序：依據本基金信託契約第28條第1項第2款、 第3款、第6項及第31條第2 項。 （三）其他：無 七、辦理過戶手續： （一）辦理過戶日期時間：109年6月29日16時0分前(24小時制) （二）辦理過戶機構名稱：日盛證券股份有限公司股務代理部 （三）辦理過戶機構地址：臺北市中山區南京東路二段85號7樓 （四）辦理過戶機構電話：02-25419977 （五）辦理過戶方式：請於民國109年6月29日下午4時以前駕臨或郵寄 （郵寄過戶者以郵局郵戳時間為準）至本基金受益證券事務代理 機構日盛證券股份有限公司股務代理部（臺北市中山區南京東路 二段85號7樓)辦理過戶手續。 (六)其他:無 八、書面決議通知書之寄發及其他： 本次受益人會議書面決議通知書及表決票於109年7月8日前（含當日） 以掛號寄出，未收到者，請逕向本基金受益證券事務代理機構日盛證券 股份有限公司股務代理部洽詢。 九、表決票寄還日期： 109年7月28日下午4時前送達本基金受益證券事務代理機構日盛證券 股份有限公司股務代理部。 十、開（驗）票程序： 訂於109年7月29日上午9時30分，假臺北市大安區敦化南路二段218號12樓進行。 十一、其他應公告事項：無。 十二、特此公告。

## 110年1月11日 台北西門大樓耐震能力結構補強設計工程招標
管理機構國泰建築經理股份有限公司於110年1月11日於該公司網站公告國泰一號台北西門大樓耐震能力結構補強設計工程進行招標。經查閱公開資訊觀測站，每季基金管理績效報告，俱未提及關於台北西門大樓結構缺失之敘述。

有鑑於以上情形，受益人謹請土地銀行說明:

1. 土地銀行何時發現台北西門大樓結構缺失？

2. 公開台北西門大樓建物耐震資訊與相關報告，並特別說明目前之耐震能力級數或其餘結構是否有問題，致需要進行耐震能力補強？

3. 耐震補強作業，對於現有租戶是否會造成影響，是否可能導致本投資標的收益因而下降。

4. 耐震補強工程之預算與時程？

5. 若於前一年度10月30日鑑價後方發現台北西門大樓結構問題，該事由已涉及公開說明書第120頁資產重估之規定，謹請土地銀行遵照公開說明書規定進行並公告週知。

6. 再查，台北西門大樓經國泰一號基金管理機構國泰建經公告須進行耐震補強，可合理推知該建物耐震能力可能未達一定標準，且屋齡久遠，補強成本可能超過重建成本二分之一，應符合危老建築申請重建之資格。

7. 另查，近3年包含六福客棧、台北國賓大飯店與管理機構國泰建經關係企業國泰人壽名下知名建物「中興商業大樓」及「民生復興大樓」等，分別於民國60至70年代取得使照之建物，均已申請危老建物重建。其中應予特別指明者，台北國賓大飯店部分建物為鋼骨結構，仍認為進行為老建築重建較諸補強建物成本為低；而國泰人壽名下2棟建物取得使照在民國73、75年，屋齡甚至較台北西門大樓為新。台北西門大樓棄危老重建申請，反而選擇補強工程，似與一般善良管理人之判斷有違。

## 外部連結
- 公開資訊觀測站－不動產投資信託受益證券（页面存档备份，存于）
- 國泰建經（國泰R1管理機構）（页面存档备份，存于）
- 中華民國信託業商業同業公會 （页面存档备份，存于）
- 新新聞》葉政盛號召小蝦米，槓上大鯨魚國泰一號  （页面存档备份，存于）